# Liste der Monuments historiques in Dol-de-Bretagne
Die Liste der Monuments historiques in Dol-de-Bretagne führt die Monuments historiques in der französischen Gemeinde Dol-de-Bretagne auf.

## Liste der Bauwerke
| Bezeichnung              | Beschreibung | Standort                          | Kennzeichnung | Schutzstatus | Datum | Bild           |
| ------------------------ | ------------ | --------------------------------- | ------------- | ------------ | ----- | -------------- |
| Kathedrale               |              | (Lage)                            | PA00090544    | Classé       | 1840  | weitere Bilder |
| Manoir des Beauvais      | Herrenhaus   | (Lage)                            | PA00090545    | Inscrit      | 1963  |                |
| Maison de la Croix verte |              | Grand’rue des Stuarts (Lage)      | PA00090546    | Inscrit      | 1972  | weitere Bilder |
| Maison des Petits Palets |              | 17, Grande-Rue-des-Stuarts (Lage) | PA00090547    | Inscrit      | 2014  | weitere Bilder |
| Maison de La Guillotière |              | (Lage)                            | PA00090548    | Inscrit      | 1930  | weitere Bilder |
| Maison de la Grisardière |              | 27, rue Lejamptel (Lage)          | PA35000046    | Inscrit      | 2012  | weitere Bilder |
| Menhir vom Champ-Dolent  |              | (Lage)                            | PA00090549    | Classé       | 1889  | weitere Bilder |
| Manoir de la Belle-Noë   | Herrenhaus   | (Lage)                            | PA35000028    | Inscrit      | 2006  |                |

## Liste der Objekte

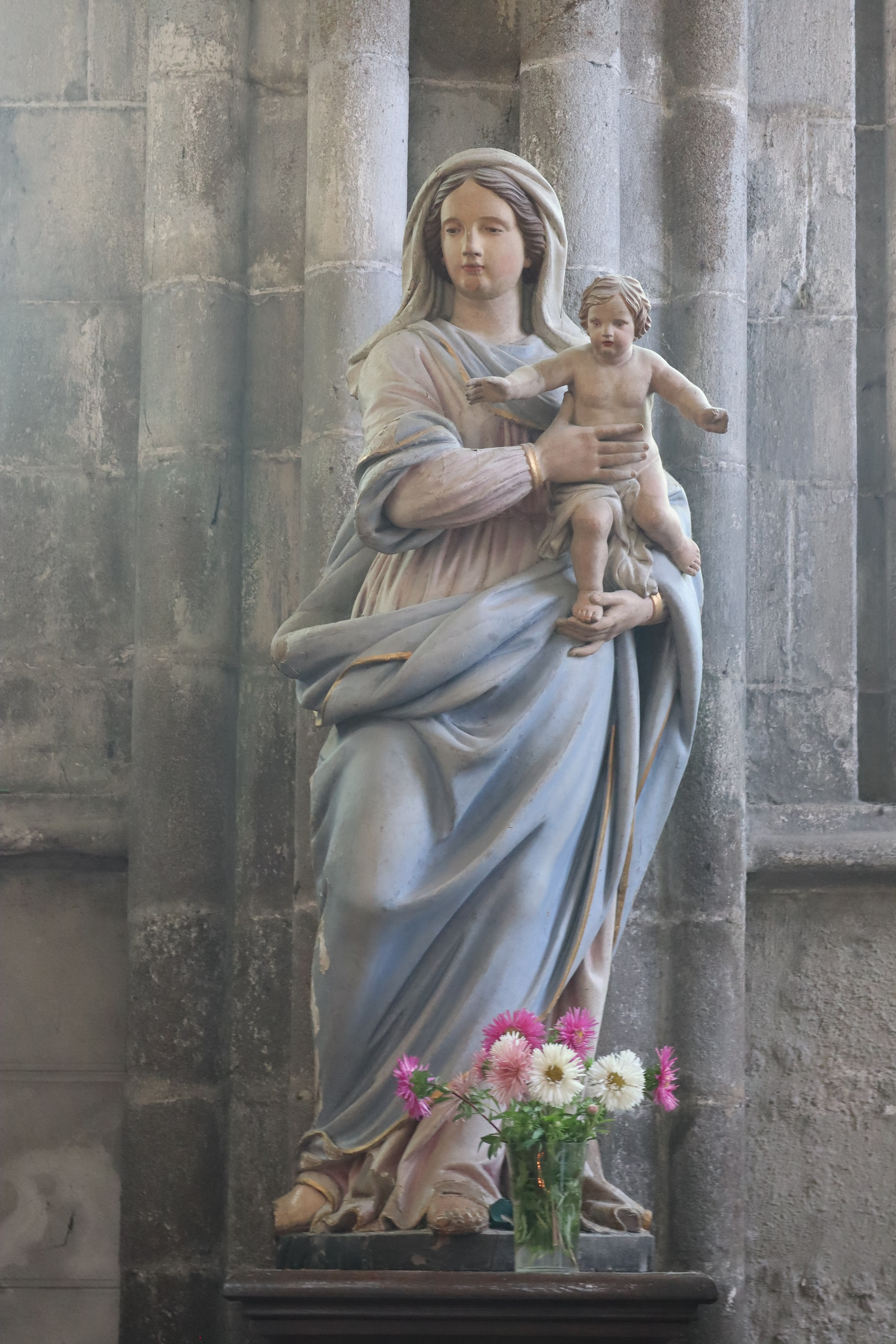
Skulptur Madonna und Kind (um 1700) in der Kathedrale

- Monuments historiques (Objekte) in Dol-de-Bretagne in der Base Palissy des französischen Kultusministeriums